# Napletek
Napletek (łac. praeputium) – fałd skórny u ssaków osłaniający częściowo lub całkowicie żołądź prącia. Pełni funkcje ochronne względem wędzidełka i żołędzi, zapewniając odpowiednią wilgotność i osłaniając od uszkodzeń. Może być ściągnięty za żołądź, dlatego można go zsuwać i wsuwać na prącie. Podczas wzwodu w prawidłowych warunkach napletek zsuwa się, odsłaniając bogato unerwioną żołądź. U małych chłopców napletek jest sklejony z żołędzią (konglutynacja). Zjawisko to najczęściej samoczynnie ustępuje przed, bądź w trakcie okresu pokwitania (średnio w wieku 10–11 lat). Niewskazane jest przedwczesne odklejanie napletka. Trudności w zsuwaniu napletka po okresie dojrzewania mogą świadczyć o chorobie (stulejka) i koniecznej wizycie u lekarza.

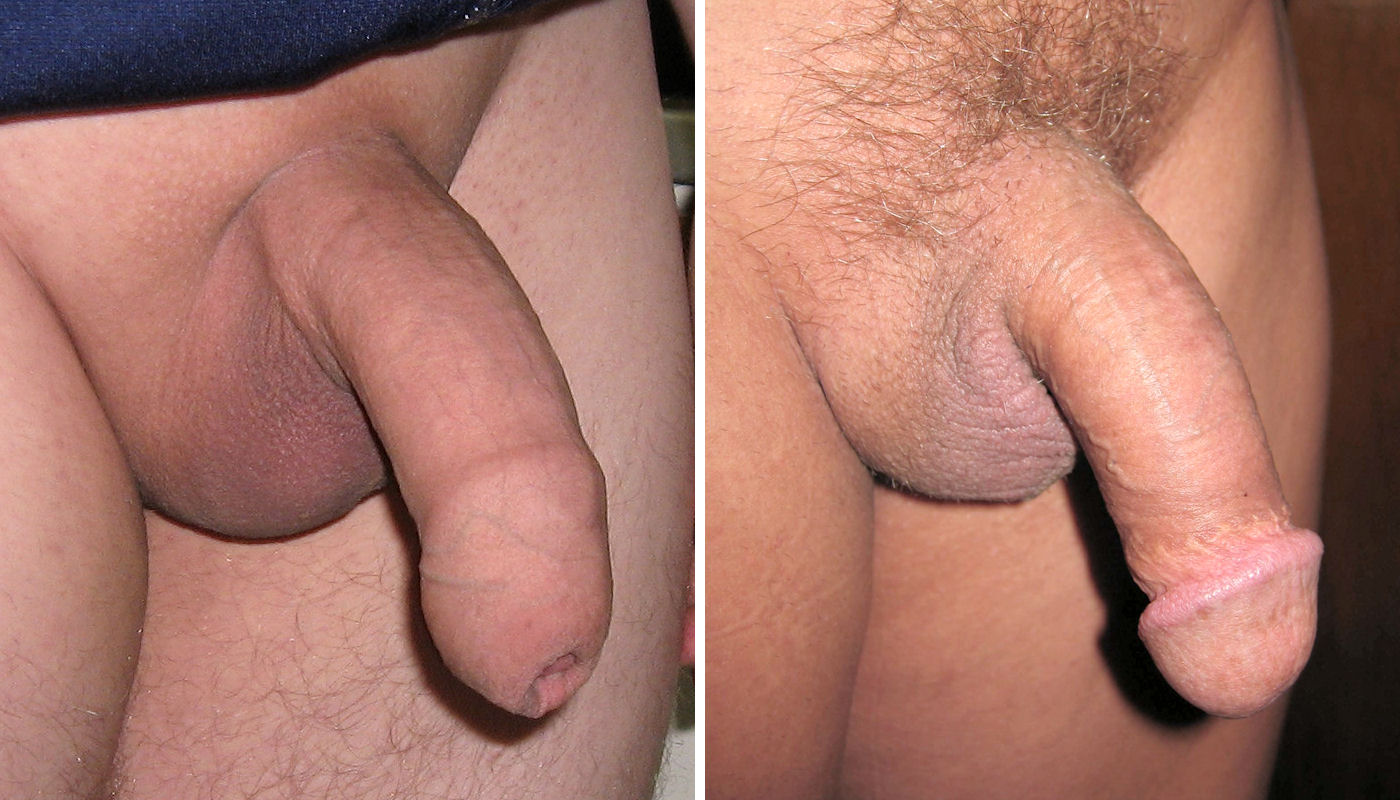
Prącie z napletkiem i bez niego (po obrzezaniu)

W codziennej higienie pamiętać należy o regularnym zsuwaniu napletka i wypłukiwaniu spod niego mastki, będącej źródłem wielu zakażeń grzybiczych i innych infekcji prącia. Zbyt częste mycie żołędzi przy pomocy mydła może spowodować jej wysuszenie i nieswoisty stan zapalny.